# 주머니 해파리
주머니 해파리(Carybdea marsupialis)는 독성을 지닌 상자 해파리의 한 종으로, 상자 해파리 강에 속한 작은 상자 해파리과에 속한 동물이다.

## 설명
주머니 해파리는 지름 약 3cm(1인치) 정도의 작고 투명한 해파리로, 상자 모양의 균형(box-shaped bell)을 가지고 있다. 아래쪽 네 개의 모서리에는 최대 30cm(12 인치) 길이의 길쭉한 촉수 네 개가 있다.
그 균형은 작고 흰색 또는 황색의 뾰족한 돌기들로 이루어져 있으며, 그 안에는 쏘는 세포들이 존재한다. 또한, 균형의 가장자리 부근에는 네 개의 민감한 감각기구인 로팔리아가 있으며, 이 로팔리아 안에는 빛을 감지하는 세포인 안안세포(ocelli)가 있다. 이 종은 다른 유사한 종들과 구별할 수 있는 특징으로 촉수에 있는 빨간색 줄무늬가 있다.

## 분포
주머니 해파리는 한때 세계의 따뜻한 해양에서 널리 분포하는 종으로 여겨졌다. 분류학적인 검토 결과, 그 중 대부분이 상자해파리속(Carybdea) 의 다른 종들이며, 실제로 주머니 해파리(C. marsupialis)는 주로 지중해에서 발견되는 것으로 한정되어 있다는 사실이 밝혀졌다. 이 해파리는 지중해에서 발견되는 유일한 상자해파리 종이다. 주머니 해파리는 원양(pelagic) 종으로, 주로 바다의 상위 몇 미터에 분포한다.

## 생물학

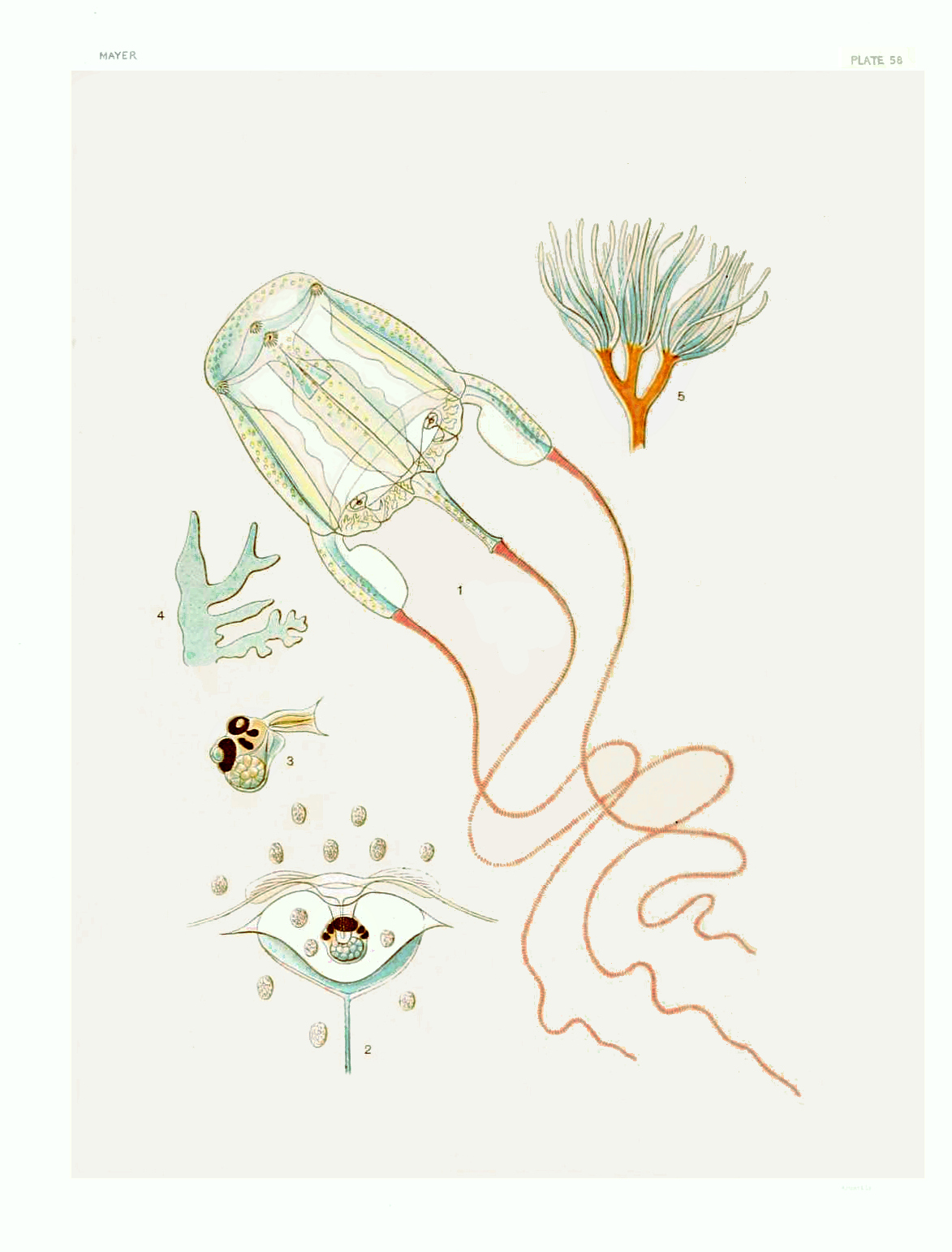
주머니 해파리(C. marsupialis), illustration from Medusae of the World, vol. 3, by A.G. Mayer

주머니 해파리는 포식자로서 무척추동물과 가끔은 작은 물고기를 먹는다. 이 종은 촉수에 있는 점액세포(쏘는 세포)를 이용하여 먹이를 포획하며, 그것은 종종 얕은 물에서 이루어진다. 주머니 해파리는 균형을 빠르게 수축시킴으로써 헤엄치며, 분당 3~6미터(10~20피트)의 속도로 이동할 수 있다. 주머니 해파리는 그 속에 속한 다른 종들과 마찬가지로, 상대적으로 정교한 렌즈를 갖춘 눈을 가지고 있다. 주머니 해파리는 정교한 눈으로 기둥이나 배의 방향타와 같은 장애물을 감지하고 피할 수 있다. 이 해파리에게는 인간에게 작용하는 독이 있지만, 일부 사람들은 통증을 느끼지 못할 수도 있다. 심한 경우에는 쏘인 부위와 다른 곳의 통증, 감각이상(paresthesia,) 촉각 과민성(hyperesthesia), 피부 병소 등 전신 증상이 나타날 수 있으며, 완전히 사라지는 데에는 몇 개월이 걸릴 수 있다. 주머니 해파리는 세계의 다른 지역에서 발견되는 일부 상자해파리 종들보다는 훨씬 덜 위험하지만, 여전히 지중해에서 두 번째로 중요한 쏘는 해파리로 간주된다 (야광원양해파리가 가장 중요함).
이 상자해파리의 생명 주기는 복잡하다. 이 종은 성별이 구분되며, 유성 생식은 생식세포(gametes)를 개방된 물속에 방출함으로써 진행된다. 수정 후 플라눌라 유충(planula larva)이 형성되고, 나중에 몇 개의 촉수가 있는 입방체로 발전한다. 주머니 해파리는 발아를 통해 무성생식도 가능하며, 싹들은 곧 부모 개체로부터 분리된다.처음에는 새로 형성된 싹들이 촉수 부분을 선두로 해발 위를 기어다닌다. 이 이동 단계에서 조각이 분리되거나 입방체가 가로로 갈라질 수 있다. 이러한 조각들은 72시간 이내에 사라진 부분들을 재생시킬 수 있다. 이로써 생성된 입방체들은 기질에 부착되고, 추가적인 성장을 거쳐 결국 24개의 촉수를 갖춘 완전한 형태로 발달한다. 약 한 달 후에 부착된 입방체들은 기질로부터 분리된다. 이과정에서 다수의 촉수는 흡수되고, 메두사 단계에서 특징적인 네 개의 촉수가 발달하기 시작한다.